# グレートウォール・ペリ
長城汽車・精靈 (Great Wall Peri) は、中国の自動車メーカー、長城汽車が生産するコンパクトカーである。
2006年11月に北京モーターショーにて発表され、2007年11月に発売された。エンジンは1.3Lエンジンのみを搭載する。

## デザイン
デザインは他社のコピーが行われ、テールライトの形状やサイドのデザインについては日産・ノートとの類似性が指摘されている。さらにインテリアや車両寸法などはフィアット・パンダに類似しており、フィアット側が長城汽車に対して訴訟したが、中国の中間人民裁判所ではフィアット側が敗訴、同時に行われたイタリアのトリノ裁判所では意匠権侵害としてイタリア国内への輸入を禁止した。